# Ex Libris (oddaja)
Ex Libris (v začetku Ex Libris M&M) je bila mladinska izobraževalna oddaja, ki jo je TV Ljubljana predvajala med marcem 1986 in zimo 1991.
Oddaja je nastala pod idejnim in uredniškim vodstvom Janeza Lombergerja. Namen oddaje je bil pred male zaslone pritegniti predvsem srednješolsko mladino in učence višjih razredov osnovnih šol. Oddaje so bile na sporedu enkrat mesečno v izmenjavi s Periskopom. V njih so na sproščen televizijski način seznanjali mlade z zgodovino in sedanjostjo svetovne kulture in umetnosti.
Prva oddaja je bila na sporedu 25. marca 1986. Voditelja sta bila v začetku Majda Koroša in Matej Strah, zvedava šestnajstletnika, sicer znana iz Periskopa, režiser je bil Tomaž Kralj Redaktorica je bila Irena Brejc.
Majda Koroša je kot voditeljica ostala do konca, Mateja Straha pa je po dveh letih zamenjal Aljoša Arko, 1990 je moški del para postal Aljoša Rebolj.
V organizaciji oddaje je bil v 1987 v Avditoriju Portorož pripravljen tudi osrednji slovenski koncert ob 30-letnici Štafete mladosti.
Nastopali so Martin Krpan, Plavi orkestar, Riblja čorba in Parni valjak. Voditelja prireditve sta bila Majda Koroša in Matej Strah. To je bil tudi zadnji večji dogodek ob dnevu mladosti.